# Italoniscus sorattinus
Italoniscus sorattinus là một loài chân đều trong họ Trichoniscidae. Loài này được Verhoeff miêu tả khoa học năm 1951.